# Phylidorea longicornis
Phylidorea longicornis är en tvåvingeart som först beskrevs av Theodor Emil Schummel 1829.  Phylidorea longicornis ingår i släktet Phylidorea och familjen småharkrankar. Arten är reproducerande i Sverige.

## Underarter
Arten delas in i följande underarter:
- P. l. longicornis
- P. l. pietatis